# Omineus bicolor
Omineus bicolor là một loài bọ cánh cứng trong họ Mycteridae. Loài này được Pic miêu tả khoa học năm 1930.